# Sapekhburto K'lubi Vit' Jorjia Tbilisi
Il Sapekhburto K'lubi Vit' Jorjia Tbilisi (in georgiano საფეხბურთო კლუბი ვიტ ჯორჯია?), meglio nota come WIT Georgia è una società calcistica georgiana con sede nella città di Tbilisi. Milita nella Liga 3, la terza divisione del campionato georgiano di calcio.
Nella sua storia ha vinto per due volte la Umaglesi Liga, la massima serie georgiana, una coppa di Georgia e una supercoppa di Georgia. Il club è sponsorizzato dalla WIT Georgia Ltd. (sussidiaria della statunitense WIT), società importatrice di cibo per animali, accessori e farmaci per persone ed animali.

## Storia
Il club venne fondato nel 1968 come Morkinali Tbilisi. Dopo aver giocato nelle serie inferiori del campionato georgiano, nella stagione 1996-1997 vinse il proprio girone della Pirveli Liga, seconda serie georgiana, venendo così promosso per la prima volta in Umaglesi Liga. Nel 1998 nel corso del primo campionato di Umaglesi Liga cambiò la propria denominazione in Vit' Jorjia Tbilisi, terminando il campionato al decimo posto. Grazie al secondo posto raggiunto al termine della stagione 1999-2000, guadagnò per la prima volta l'accesso alla Coppa UEFA per l'edizione 2000-2001, venendo subito eliminato nel turno preliminare dagli israeliani del Beitar Gerusalemme. Nella stagione 2003-2004 il WIT Georgia e il Sioni Bolnisi arrivarono prime a pari merito al termine della seconda fase del campionato. Lo spareggio venne vinto dal WIT per 2-0, ma la partita fu caratterizzata da violenti scontri tra le opposte tifoserie e in campo l'arbitro venne aggredito dal secondo allenatore del Sioni Bolnisi. La successiva partecipazione alla UEFA Champions League 2004-2005 finì al secondo turno preliminare per opera dei polacchi del Wisła Cracovia. Nelle stagioni successive il WIT Georgia mantenne le posizioni di vertice e al termine della stagione 2008-2009 vinse il campionato per la seconda volta nella sua storia. Subito dopo vinse la supercoppa nazionale e nella stagione successiva vinse anche la sua prima coppa nazionale, sconfiggendo la Dinamo Tbilisi. Negli anni successivi il WIT Georgia rimase nelle posizioni di media classifica, finché nella stagione 2014-2015 concluse al quindicesimo posto retrocedendo in Pirveli Liga direttamente per la peggiore classifica avulsa rispetto al Met'alurgi Rustavi. Nelle due stagioni successive, nonostante avesse concluso alle prime due posizioni la Pirveli Liga, non venne promosso in Umaglesi Liga per la riorganizzazione dei campionati da parte della federazione georgiana.

## Palmarès

### Competizioni nazionali
- Umaglesi Liga: 2

2003-2004, 2008-2009
- Coppa di Georgia: 1

2009-2010
- Supercoppa di Georgia: 1

2009

### Altri piazzamenti
- Campionato georgiano:

Secondo posto: 1999-2000, 2005-2006, 2007-2008
Terzo posto: 2002-2003
- Coppa di Georgia:

Semifinalista: 2000-2001, 2004-2005, 2005-2006, 2008-2009, 2010-2011, 2015-2016
- Supercoppa di Georgia:

Finalista: 2010
- Erovnuli Liga 2:

Secondo posto: 2015-2016, 2018
Terzo posto: 1995-1996

## Statistiche

### Partecipazione alle competizioni UEFA
| Stagione  | Torneo                | Turno                     | Club                | Andata | Ritorno | Totale    |
| --------- | --------------------- | ------------------------- | ------------------- | ------ | ------- | --------- |
| 2000-2001 | Coppa UEFA            | Turno preliminare         | Beitar Gerusalemme  | 0-3    | 1-1     | 1-4       |
| 2001      | Coppa Intertoto       | Primo turno               | Ried                | 1-0    | 1-2     | 2-2 (gfc) |
| 2001      | Coppa Intertoto       | Secondo turno             | Troyes              | 0-6    | 1-1     | 1-7       |
| 2002      | Coppa Intertoto       | Primo turno               | Lokeren             | 1-3    | 3-2     | 4-5       |
| 2003      | Coppa Intertoto       | Primo turno               | Pasching            | 0-1    | 2-1     | 2-2 (gfc) |
| 2004-2005 | UEFA Champions League | Primo turno preliminare   | HB Tórshavn         | 5-0    | 0-3     | 5-3       |
| 2004-2005 | UEFA Champions League | Secondo turno preliminare | Wisła Cracovia      | 2-8    | 0-3     | 2-11      |
| 2005      | Coppa Intertoto       | Primo turno               | Lombard Pápa        | 1-2    | 0-1     | 1-3       |
| 2006-2007 | Coppa UEFA            | Primo turno preliminare   | Artmedia Bratislava | 0-2    | 2-1     | 2-3       |
| 2008-2009 | Coppa UEFA            | Primo turno preliminare   | Spartak Trnava      | 2-2    | 1-0     | 3-2       |
| 2008-2009 | Coppa UEFA            | Secondo turno preliminare | Austria Vienna      | n.d.   | 0-2     | 0-2       |
| 2009-2010 | UEFA Champions League | Secondo turno preliminare | Maribor             | 0-0    | 1-3     | 1-3       |
| 2010-2011 | UEFA Europa League    | Secondo turno preliminare | Baník Ostrava       | 0-6    | 0-0     | 0-6       |